# Franz Xaver Süßmayr
Franz Xaver Süßmayr, född i Schwanenstadt, 1766, död 17 september 1803 i Wien, österrikisk tonsättare.
Süßmayr föddes i österrikiska Schwanenstadt, hans mor dog när han var 6 år gammal, och han lämnade hemmet vid 13 års ålder. Han var student och sångare i benediktinerklostret i Kremsmünster 1779-1787. När han kom i målbrottet blev han violinist i orkestern.
Klostret satte upp operor och sångspel, så Süßmayr hade tillfälle att studera operor av Christoph Willibald Gluck och Antonio Salieri på nära håll. Han komponerade själv ett flertal sceniska verk och en hel del kyrkomusik för klostret.
Efter klostertiden blev han elev till Salieri i Wien, från 1792 var han kapellmästare vid Nationaltheater i Wien och från 1794 vice kapellmästare och kompositör vid Kärntnertortheater i samma stad. 
Süßmayr assisterade Wolfgang Amadeus Mozart som kopist vid arbetet med La clemenza di Tito och Trollflöjten 1791, de sägs ha varit nära och goda vänner. Det har förmodats att Mozarts son Franz Xaver Wolfgang Mozart är döpt efter Süßmayr. Denne fick också i uppgift att skriva recitativen till La clemenza di Tito, och sägs ha varit elev till Mozart, men det finns anledning att tro att denna uppgift härrör från änkan Constanze Mozart, för att legitimera sina ansträngningar för att få Mozarts sista verk, Requiem, fullbordat. Det är möjligt att Mozart diskuterade verket med Süßmayr, och det sägs att denne fanns med så sent som Mozarts sista dygn i livet, när denne prövade en del av den komponerade musiken till mässan. Süßmayr fick i alla fall uppdraget av Constanze att fullborda Mozarts verk, vilket han gjorde, och avlämnade partituret inom 100 dagar efter Mozarts död. Süßmayrs kompletteringar har kritiserats såsom varande ett för stort stillbrott mot Mozarts musik, men har ändå blivit den mest framförda versionen av verket, även om flera alternativa versioner färdigställts.
1792 komponerade S. även ett rondo för horn, baserat på ett utkast av Mozart. En jämförelse mellan Mozarts utkast och Süßmayrs komposition visar att denne använt väldigt lite av Mozarts material. Han använder också en gregoriansk melodi, vilket förklarats med att melodin skrevs ut av Mozart under arbetet med rekviet, och att S. förväxlade detta med material till rondot. Rondot har inkluderats i ett stycke som sammanställts som Mozarts hornkonsert nr. 1. 
På beställning av Emanuel Schikaneder komponerade han operan Moses, oder der Auszug aus Ägypten, som uruppfördes 4 maj 1792, och gjorde fiasko. Bättre gick det med Der Spiegel von Arkadien 1795, som även den komponerades på uppdrag av Schikaneder och spelades runt om i Europa. Denna framgång ledde till att S. utnämndes till kapellmästare vid Nationalteatern i Wien, med ansvar för den tyska operaproduktionen. Från denna tid och fram till sekelskiftet 1800 var S. framgångsrik och uppskattad på den Wienska musikscenen, men efter sekelskiftet ledde hans vacklande hälsa till en nedgång i karriären. Det var efter övertalning som teaterdirektören satte upp hans sista verk, List und Zufall.
På grund av sin förtida död blev hans bröllopsplaner till intet, och han är för eftervärlden i första hand ihågkommen för sin komplettering av Mozarts rekviem.

## Kompositioner (i urval)
- Två mässor
- Två rekvier
- Sju offertorier
- Ett magnificat
- Psalmer och hymner

### Operor
- Nicht mehr als sechs Schüsseln
- Moses oder der Auszug aus Ägypten
- Der Spiegel von Arkadien
- List und Zufall